# Manuel García Morente
Manuel García Morente (Arjonilla, 22 de abril de 1886-Madrid, 7 de diciembre de 1942) fue un sacerdote, filósofo, teólogo, hispanista y traductor español. Asimismo fue alumno de la Institución Libre de Enseñanza y colaborador en su cuadro de profesores. Convertido al catolicismo, fue ordenado presbítero en 1940.

## Biografía
Era hijo de un padre anticlerical volteriano y de una madre ferviente católica. Tuvo una educación europeísta de alta formación intelectual. Cursó el bachillerato en el Liceo de Bayona, y se licenció en Letras en la Universidad de Burdeos en 1905. Ya en España, se integró en la Institución Libre de Enseñanza (1906), gracias a la cual viajó a Alemania, becado por la Junta de Ampliación de Estudios. Allí se inició en la filosofía de los neokantianos de Marburgo: Cassirer, Cohen y Natorp.
En 1912 obtuvo la cátedra de Ética de la Universidad de Madrid. A partir de entonces, se dedicó a la docencia, actividad en la que adquirió fama como autor de exposiciones claras, de alto valor didáctico. En aquel momento, su pensamiento oscilaba entre el kantismo —su tesis doctoral versó sobre La estética de Kant (1912); escribió la monografía La filosofía de Kant, Una introducción a la filosofía (1917).
Por otra parte, fue traductor de las principales obras de Inmanuel Kant, tarea que emprendió entre 1912 y 1928 para la editorial Victoriano Suárez: la Crítica del juicio en 1914 (dos tomos), la Crítica de la razón pura en 1928 (dos tomos), la Crítica de la razón práctica en 1918 (dos tomos) y la Fundamentación de la metafísica de las costumbres en 1921. Incluso, las principales editoriales actuales editan las obras kantianas reimprimiendo las traducciones de García Morente. Asimismo tradujo por vez primera las Investigaciones Lógicas de Edmund Husserl en 1928 (cuatro tomos) (con la dirección de José Gaos), o La decadencia de Occidente de Spengler en 1922 (cuatro tomos), para la entonces editorial Espasa-Calpe; y el Origen del conocimiento moral, de Franz Brentano en 1927, para la Revista de Occidente.
Se interesó por el kantismo y el bergsonismo — de ahí su obras La filosofía de Bergson (1917) y La filosofía de Kant (1917). Estudió la filosofía del momento alemana de Rickert, Simmel, Scheler y Hartmann, tomando partido por el estudio de la axiología. Escribió artículos para la Revista de Occidente, así como investigaciones teológicas. Ya en los años veinte se interesó por el biologismo histórico.
En 1930, García Morente fue nombrado subsecretario de Educación Pública y, en 1932,[cita requerida] fue nombrado decano de la Facultad de Filosofía y Letras de la Universidad Central de Madrid.  Allí se convirtió en el artífice de la nueva Facultad en los terrenos de la Ciudad Universitaria, en estrecha colaboración con el arquitecto Agustín Aguirre. Durante estos años, García Morente publicó El mundo del niño (1928), Ensayos sobre el progreso (1932), Ensayo sobre la vida privada (1935) y El ámbito anímico (1935).
En 1933 organizó y participó, junto al arqueólogo Antonio García y Bellido, en la expedición que, a bordo del Ciudad de Cádiz, recorrió durante cuarenta y ocho días los principales yacimientos arqueológicos del Mediterráneo y es conocida como crucero universitario por el Mediterráneo de 1933.
Tras el inicio de la Guerra Civil, en 1936, destituido de sus cargos en la Universidad Central, García Morente se trasladó a París. En esta ciudad, en la madrugada del 29 al 30 de abril de 1937, después de escuchar por la radio un fragmento del oratorio La infancia de Cristo de Hector Berlioz, experimentó una profunda vivencia de transformación interior, a la que se refirió como «el hecho extraordinario»; esa experiencia desencadenaría su conversión al catolicismo.
En julio de 1937 marchó a Argentina, donde fue profesor en la Universidad Nacional de Tucumán, actividad de la que proceden sus Lecciones preliminares de filosofía (1938). En su obra Idea de la Hispanidad (1938) expone, a través de conferencias pronunciadas el 1 y 2 de junio de 1938, su visión sobre el estilo y los valores de la Hispanidad. En junio de 1938 volvió a España para iniciar su formación como seminarista en Pontevedra y, siendo admitido en el Seminario de Madrid durante 1939, recibir el orden sacerdotal de presbítero en 1940.
Fue miembro de número de la Real Academia de Ciencias Morales y Políticas. Los últimos años de su vida, ya asimilada la filosofía tomista (entre sus escritos inéditos se encuentra la traducción de las cinco primeras cuestiones de la Suma teológica), los dedicó a completar sus estudios sobre la Filosofía de la historia de España (1942). En su obra póstuma Ideas para una filosofía de la historia de España (1943) plantea la existencia de una idea eterna de España en torno a la noción de Hispanidad, así como al desarrollo de las metafísicas especiales larvadas en su diferenciación de los distintos ámbitos de la realidad: físico, psíquico, ideal, axiológico, histórico y sobrenatural. 
Murió en Madrid el 7 de diciembre de 1942. Posteriormente, Juan Zaragüeta publicó su obra Fundamentos de filosofía (Madrid, 1967, 6.ª ed.), utilizando en ella escritos de García Morente.

## Obras
- La filosofía de Bergson (1917).
- La filosofía de Kant (1917).
- El mundo del niño (1928).
- Ensayos sobre el progreso (1932).
- Ensayo sobre la vida privada (1935).
- El ámbito anímico (1935).
- Idea de la Hispanidad (1938).
- Lecciones preliminares de filosofía (1938).
- Filosofía de la historia de España (1942).
- Ideas para una filosofía de la historia de España (1943).